# Tornado de Córdoba de 2003
El tornado de Córdoba fue un fenómeno meteorológico ocurrido el día 26 de diciembre de 2003 en la ciudad de Córdoba, Argentina.

## Días antes del tornado
El Servicio Meteorológico Nacional Argentino había advertido a varias provincias del centro-oeste del país que un sistema de tormentas eléctricas fuertes, con chaparrones intensos, vientos fuertes de 60 a 90 km/h y con ocasional caída de granizo afectaría la región. Esas tormentas afectaron a Mendoza, San Juan, La Rioja, San Luis, Catamarca, Córdoba, Santa Fe y Buenos Aires.
Cuando se reportaron los primeros daños en las primeras provincias, los cordobeses la pasaron casi desprevenidos a la alerta. Los vientos provocaron daños en otras ciudades como caída de árboles, postes de energía y luz, autos abollados por el granizo que algunos decían que alcanzaban el mismo tamaño que una pelota de tenis. El Servicio Meteorológico extendió el alerta de cuatro a siete días porque parecía que tomaba fuerza, y ahí los habitantes de La Docta empezaron a preocuparse.

## El tornado
El día viernes 26 de diciembre de 2003 en la Ciudad de Córdoba hacía entre 35 y 36 °C a la sombra. El agobiante calor se veía retractado con unas nubes grises y negras que venían asomándose desde las sierras a primera hora de la mañana, mientras en los noticieros informaban fuertes crecidas de los ríos serranos y daños en localidades como Villa Dolores, donde el granizo y el viento hacían otros estragos, en la capital aún se escuchaba uno que otro sonido del estallido de la pirotecnia y lo que dejaron la celebración de la Navidad la noche anterior.
A la hora 14 algunos vecinos ya se disponían a dormir una siesta con la llovizna que ya caía. Hasta que sobrevino la tragedia. A las 15:15 una nube en forma de embudo empezó a descender hacia el suelo. Muchos presentes en el momento quedaron atónitos ante el hecho, hasta que empezaron a buscar refugios cuando vieron que casas, árboles, cables y otros elementos eran levantados por los aires. Chapas de galpones abrazaban violentamente a aquellos árboles que los vientos no podían levantar de raíz.
El tornado avanzó junto con los vientos arrachados de más de 300 km/h, las fuertes lluvias, el granizo y los rayos. Algunos habitantes del centro de la ciudad observaban asombrados el fenómeno desde los edificios altos, mientras el tornado ocasionaba destrozos en la zona del CPC de la ruta 20, sobre todo en los barrios Ameguino Norte, San Roque y en villa La Tela donde se produjeron más muertos, heridos y daños.

## Consecuencias

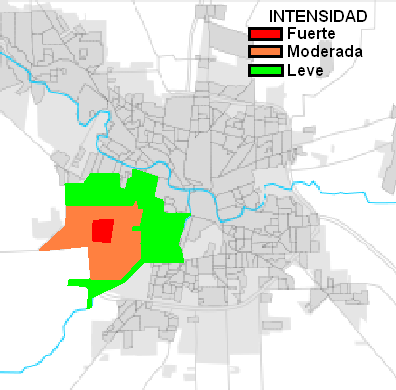
Intensidad en torno a su epicentro.

El Servicio Meteorológico Nacional informó a las autoridades de Defensa Civil, Policía, Emergencias, Bomberos y medios de comunicación lo que estaba sucediendo en la tarde cordobesa.
Sorprendidos por el fenómeno, se organizó un fuerte operativo de rescate a los damnificados del tornado. Cuando llegaron al lugar se encontraron con un paisaje desolador: gente llorando sus pérdidas materiales; muebles, camas, chapas, techos por todos lados; postes y cables caídos; árboles arrancados de raíz; etc.
El tornado que duró 24 minutos arrasó a dos barrios y una villa de emergencia, y los vientos provocaron destrozos en cuarenta barrios más, con una intensidad que aumentaba a medida que se acercaba al lugar donde comenzó el embudo.
Lamentablemente se perdieron cinco vidas, hubo más de 90 personas heridas y unos 5.000 evacuados.
La Policía no pudo evitar que desconocidos robaran pertenencias ajenas que quedaron al aire libre tras el temporal.
En otras localidades cercanas como Villa Carlos Paz o La Calera reportaron daños de menor intensidad. La fuerte y repentina crecida de los ríos llenaban al más del tope los lagos y embalses por lo cual el Gobierno Nacional y DIPAS dieron la orden de abrir compuertas y los ríos post-dique también crecieron bruscamente. El tornado fue clasificado como F3: es decir, vientos de 290 a 320 km por hora.